# Centre Wellington
Centre Wellington ist eine kanadische Stadt (Township) im Südwesten Ontarios mit 28.191 Einwohnern (Stand: 2016). 2011 betrug die Einwohnerzahl 26.693.
Der Grand River, ein Zufluss des Eriesees, zieht sich durch die Ortsteile Fergus und Elora.

## Persönlichkeiten
- Becher Gale (1887–1950), Ruderer
- Lorne Rombough (* 1948), Eishockeyspieler
- Doug Rombough (1950–2015), Eishockeyspieler
- Lori Bowden (* 1967), Triathletin
- Sitara Hewitt (* 1981), Schauspielerin und Model
- Jamie McGinn (* 1988), Eishockeyspieler
- Tye McGinn (* 1990), Eishockeyspieler
- Brock McGinn (* 1994), Eishockeyspieler